# عبرا
عبرا هي إحدى القرى اللبنانية من قرى قضاء صيدا في محافظة الجنوب.

## الموقع
تقع عبرا في شرقي صيدا، وترتفع 160 مترا عن سطح البحر، ويمكن الوصول إليها من طريق عام صيدا- جزين المؤدية إلى وسط القرية. وتنقسم البلدة إلى عبرا الجديدة حيث تكثر المباني العالية والشقق السكنية وعبرا الضيعة حيث مركز بلديتها. تبعد عن بيروت: 47 كلم وعن صيدا: 2 كلم.

وتمتد على مساحة تُقدَّر بـ 198 هكتاراً (1.98 كلم²- 0.76428 مي²).

## السكان
يبلغ التعداد السكاني للمسجلين في عبرا 1800 نسمة، يعيش غالبهم (حوالي 1200نسمة) في المدن والمغتربات ويسكنها حوالي 600 نسمة من سكانها أصليين. وتحوي عبرا الضيعة حوالي 300 مسكنا، أما عدد الناخبين فهو 1250 نسمة. 
 في السنوات العشرين الماضية كثرت حركة إنشاء المباني المرتفعة في هذه البلدة ومعها زاد توافد السكان عليها من خارجها خاصة من صيدا والجوار، فأصبحت امتدادا عمرانيا طبيعيا لمدينة صيدا تكاد لا تنفصل عنها.

## التسمية
تعود تسمية عبرا إلى أصل سامي، وهي تعني مكان العبور.

## المناخ
مناخها حار رطب في الصيف ومعتدل إلى بارد قليلاً شتاءً.

## الزراعة والصناعة
تشتهر عبرا بزراعة الزيتون والأشجار المثمرة والفاكهة، كما تشتهر بتكرير ماء الورد وماء الزهر. اما الصناعات، فهي ترتكز على دهان السيارات والحدادة الإفرنجيّة ونجارة الخشب.

## المراكز التربوية
تحوي بلدة عبرا العديد من المدارس التربوية وهي:
- تكميليّة عبرا
- مدرسة ليسية باسكال
- مدرسة الراهبات المخلصات.

## النوادي والجمعيات
ينشط نادي قدموس عبرا في المجال الاجتماعي في بلدة عبرا، ويوجد مستوصف في مبنى البلدية.

## البلدية
في عبرا مجلس بلدي يضم تسعة أعضاء.

## وصلات خارجية
- تعريف ببلدة عبرا في موقع بلديات
- عبرا في موقع لوكاليبان